# 単位株
単位株（たんいかぶ）とは、一定額の額面を満たす株式をもって一単位と定め、その単位に満たなければ議決権など権利行使や流通が制限される株式をいう。

## 制度の経緯
- 単位株制度は1981年（昭和56年）商法改正により導入された（旧商法附則15条以下）。
- この制度は、同改正後に設立される会社については株主管理コストの軽減などの理由で株式の出資単位を5万円以上に引き上げることになったため、既存の会社についても額面合計が5万円になるように出資単位を引き上げるためのものであった。
- すなわち、既存の会社について一斉に出資単位の引き上げ（株式併合）を行うことにより、株券の交換手続や1株に満たない端数の処理が大きな負担となり、株式市場への悪影響も考えられたことから創設された経過的な措置であった（将来の株式併合が予定されていた）。
- ただし、実際には一株運動(一株を取得して株主総会で抗議活動を行う社会運動)を防止する目的があったともいわれている。
- 上場企業には単位株制度の採用が義務付けられたが、非上場企業については採用は任意であった。
- 2001年（平成13年）商法改正では出資単位についての法的規制が撤廃され、その決定は会社ごとの判断に委ねられることになったので、単位株制度は存在意義を失って廃止され、かわって会社に採用するかどうかの自由がある単元株制度が導入された（旧商法221条以下、会社法188条以下）。